# Bryszne

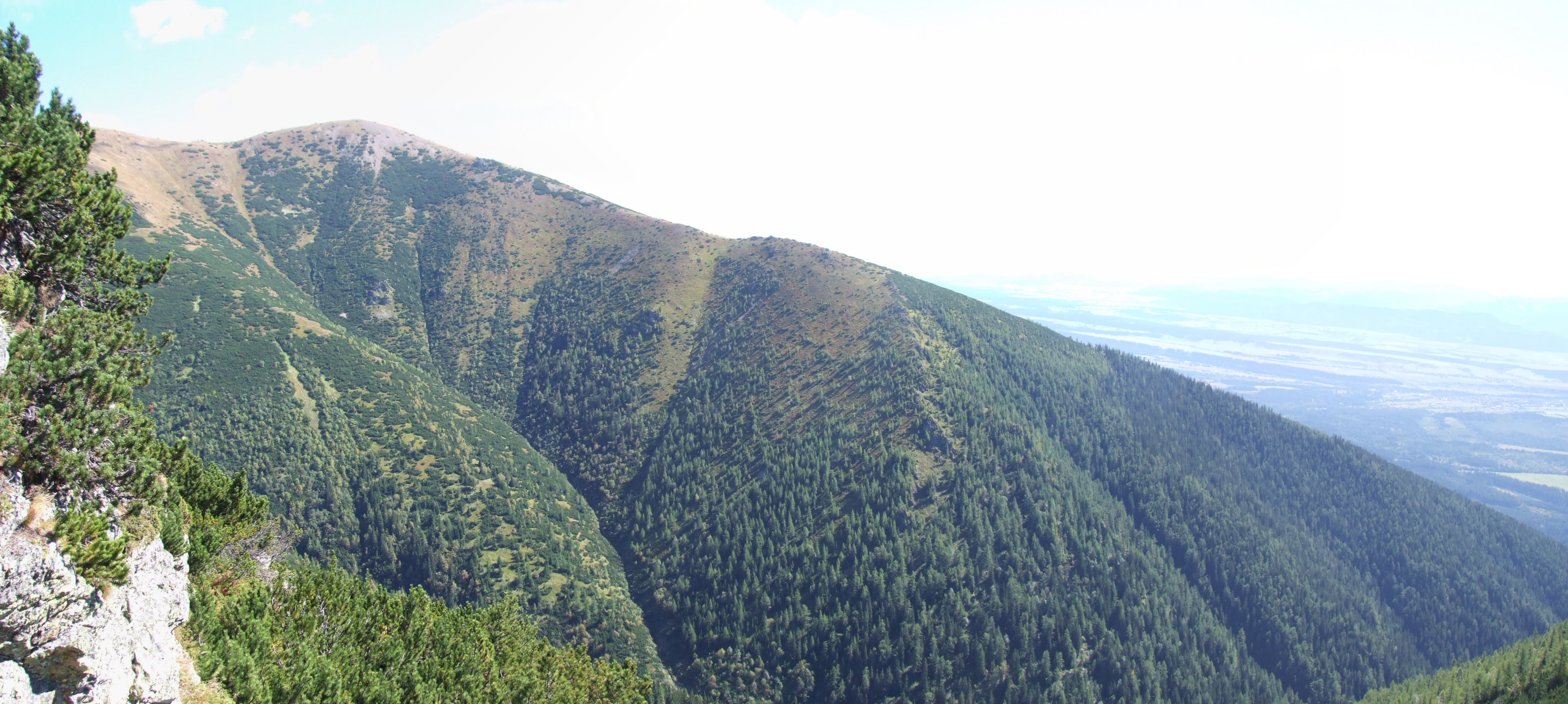
Mały Baraniec, Bryszne i Dolina Tarnowiecka

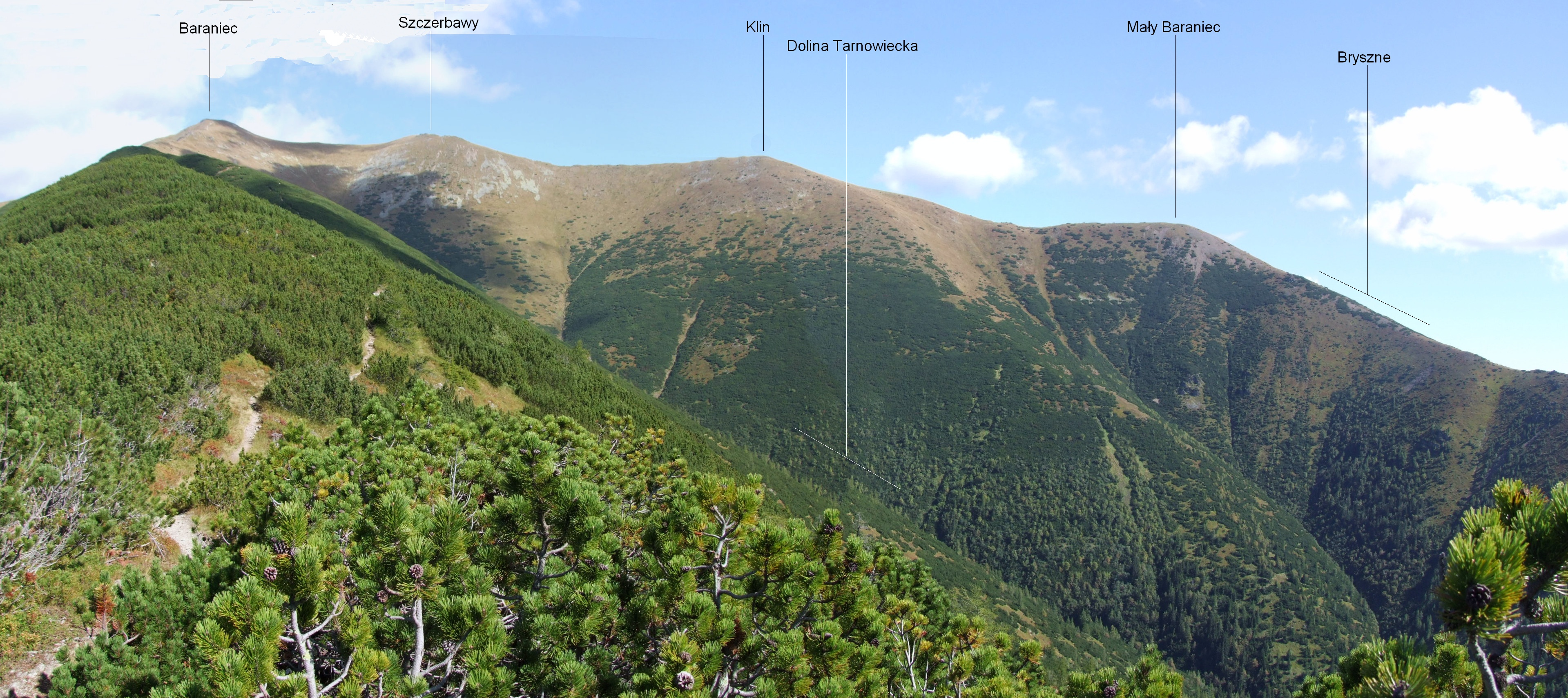
Położenie Brysznego w południowo-wschodniej grani Barańca

Bryszne (słow. Brišné) – jeden z grzbietów Małego Barańca (1947 m) w słowackich Tatrach Zachodnich. Odchodzi od jego wierzchołka początkowo w południowo-zachodnim kierunku, niżej łukowato zakręcając na południe. Oddziela dolną część Doliny Tarnowieckiej od Kobylego Żlebu. Górna część Brysznego (pod Małym Barańcem) ma nazwę Pod Barańcem (Pod Barancom). Pomiędzy tą częścią Brysznego a południowo-zachodnią  grzędą wyżej położonego Klina (2044 m) opada w południowo-zachodnim kierunku do Doliny Tarnowieckiej stromy żleb, którym zimą schodzą lawiny.
Górna część Brysznego (Pod Barańcem) jest trawiasta, niższe partie porośnięte są kosodrzewiną i lasem, najniższe znów w dużym stopniu są trawiaste. Bryszne kończy się bowiem w Kotlinie Liptowskiej w miejscowości Końska na wysokości około 760 m, w widłach dwóch opływających go potoków: Tarnowieczanki spływającej Doliną Tarnowiecką i Kobylego Potoku spływającego Kobylim Żlebem.
Na poprzek dolną, zalesioną częścią Brysznego, na wysokości około 930–960 m prowadzi szlak turystyczny – odcinek Magistrali Tatrzańskiej od wylotu Doliny Żarskiej do wylotu Doliny Wąskiej. Poniżej tego szlaku, na łące znajduje się osiedle domków letnich oraz dwa hotele górskie: „Liberka” i „Pečivárov Sereď”. Od osiedla w górę Brysznego prowadzi kończąca się wkrótce ślepo droga leśna.

## Szlaki turystyczne
czerwony (fragment Magistrali Tatrzańskiej): wylot Doliny Żarskiej – Pod Uboczą – rozdroże pod Gołym Wierchem – wylot Doliny Wąskiej.  Czas przejścia: 2:25 h
 rowerowy: Liptowski Mikułasz – Żar – wylot Doliny Żarskiej – Pod Uboczą – rozdroże pod Gołym Wierchem – wylot Doliny Wąskiej – autokemping „Raczkowa” – Przybylina